# Christian Castenschiold
Christian Ludvig Castenschiold (3. november 1782 på Hagestedgård – 27. oktober 1865 i Næstved) var en dansk officer og godsejer, bror til Jacob August Castenschiold.
Hans forældre var kammerherre Carl Adolph Castenschiold til Knabstrup og Hagestedgård (1740-1820, gift 2. gang 1820 med Dorothea Trige (Trie), f. Lyngbye, sønnens svigermoder) og Dorothea Augusta Brøer (1744-1819). Han blev kornet à la suite i sit 8., karakteriseret sekondløjtnant i sit 10. år ved Sjællandske Regiment Ryttere, der kommanderedes af hans farbroder, premierløjtnant 1802, sekondritmester 1810, eskadronschef 1816 ved regimentet – nu Sjællandske Lansenerer –, major 1820, oberstløjtnant 1831 og oberst 1839. 1835 blev han Ridder af Dannebrog og 1843 Dannebrogsmand.
Ved hærorganisationen 1842 blev Castenschiold, der særlig var fremhævet som en "fortrinlig og dristig Rytter", betegnet som meget skikket til at beklæde en højere kommandopost og udnævnt til generalmajor og chef for 3. kavaleribrigade; 1845 tildeltes der ham Kommandørkorset af Dannebrog. Han var højstbefalende i Slesvig by, da oprørsbevægelsen i 1848 nåede dertil, og gav straks på efterretning herom ordre til troppernes samling, men blev ude af stand til at lede begivenhederne, idet borgerne bemægtigede sig hans person og holdt ham under bevogtning på rådhuset, indtil garnisonen var opløst. Efter sin hjemkomst til kongeriget stod han først et år à la suite og fik derpå 10. maj 1849 afsked fra krigstjenesten. Han var ejer af Hagestedgård 1818-25. Castenschiold døde 27. oktober 1865 i Næstved.
Gift 21. december 1810 på Hagestedgård med Henriette Nicoline Trige (Trie) (2. juli 1784 i København – 23. marts 1849 sammesteds), datter af juveler, kaptajn i Københavns borgerlige artilleri Peter Nicolai Trige (1749-1813) og Dorothea Lyngbye (1761-1838, gift 2. gang 1820 med Christian Castenschiolds fader, se ovenfor).
Han er begravet på Hagested Kirkegård.
Der findes et litografi fra 1894 af Harald Jensen efter daguerreotypi.